# Rogeria scandens
Rogeria scandens é uma espécie de formiga do gênero Rogeria, pertencente à subfamília Myrmicinae.